# Tafsir
 (janvier 2012).
Si vous disposez d'ouvrages ou d'articles de référence ou si vous connaissez des sites web de qualité traitant du thème abordé ici, merci de compléter l'article en donnant les références utiles à sa vérifiabilité et en les liant à la section « Notes et références ».

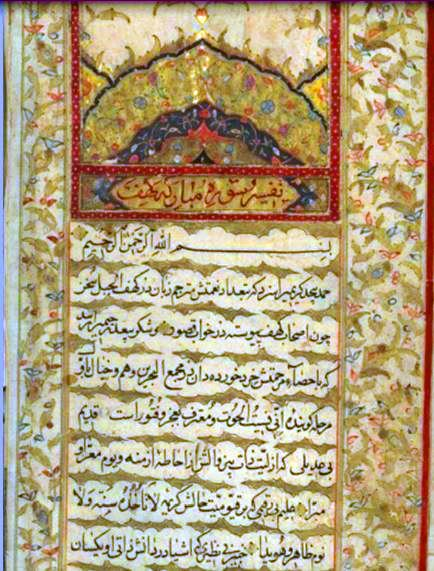
Manuscrit Islamique

Tafsīr (arabe : تَفْسِير, « explication », pluriel : تفاسير, tafāsīr) est le terme arabe pour désigner une exégèse du Coran.
Le tafsīr du Coran, basé sur les hadîths, ne relève que du sens apparent (ẓāhir) du texte sacré, sans s'attacher aux interprétations ésotériques (bāṭin). L'auteur d'un tafsīr est un mufassir (arabe : مفسر, mufassir, pluriel : مفسرون, mufassirūn). Le travail d'interprétation est plus qu'un commentaire du sens simple des versets. Il requiert de son auteur une grande érudition en matière de tradition orale (hadîth) mais aussi une maîtrise parfaite de la langue arabe et de ses subtilités.
La science du tafsīr s'est révélée précieuse aux débuts de l'islam, un temps où le texte sacré n'était pas encore vocalisé et pouvait prêter à ambiguïté. Cependant, certaines écoles musulmanes (comme Ahmad Ibn Hanbal, qui définit  le tafsīr comme sans fondement) invitent à appréhender le tafsīr avec précaution du fait de la présence de récits non authentiques et de surinterprétations.
Plus de 300 exégèses coraniques existent, les versets pouvant « donner lieu à diverses lectures selon le profil intellectuel (à dominante linguistique, théologique, juridique, traditionaliste ou moderniste), le tempérament (libéral, rigoriste, etc.), la sensibilité religieuse (sunnite ou chiite, dogmatique ou mystique), l'option méthodologique (privilégiant la lettre ou l'esprit du texte sacré), la tendance idéologique (légitimisme politique, radicalisme populiste, etc.). Par conséquent, le consensus est toujours à l'état virtuel, et jamais pleinement acquis, pas même sur des points où l'on s'attendrait à rencontrer une large convergence entre les commentateurs ».
Voici une liste de quelques commentaires célèbres :

## Tanwīr al-Miqbās
Attribuée à ʿAbdallah ibn ʿAbbās (~700) et donc appelé « Tafsīr Ibn ʿAbbās ». Il a été recueilli par Majd al-Dīn al-Fayrūzābādī (dit Fairuzabadi) (1329-1414).

## Tafsīr al-Ṭabarī
Il fut écrit par l'imam Abū Jaʿfar Muḥammad Ibn Jarīr al-Ṭabarī (839-923).
Couramment appelé Tafsīr al-Ṭabarī, Jāmiʿ al-Bayān fī Tafsīr al-Qurʾān (en français : Recueil des explications pour l'exégèse du Coran) est considéré comme le meilleur traité de jurisprudence et d'exégèse par les Sunnites du fait des innombrables propos rapportés des premiers compagnons de Mahomet, des premiers savants de l'Islam, ainsi que par la multitude des domaines traités.
Muḥyī al-Dīn al-Nawawī aurait dit : « L'oumma est unanime pour affirmer qu'aucun ouvrage comparable au Tafsīr al-Ṭabarī ne fut jamais composé. »
Une traduction partielle du commentaire des sept premières sourates faite par Pierre Godé (d)  a été publiée aux Éditions d'Art Les Heures Claires (1985).

## Tafsīr al-Samarqandī
Il fut écrit par Abū al-Layth al-Samarqandī (944-983), issu de l'école hanafite. Le titre de cet ouvrage est: Baḥr al-ʿUlūm (en français : L'océan des sciences). De nombreuses propos des premiers compagnons de Mahomet y sont également rapportées. La jurisprudence y est abordée selon l'école hanafite, et la croyance selon le dogme maturidite[réf. souhaitée].

## Tafsīr al-Qurṭubī
Communément appelé Tafsīr al-Qurṭubī, son véritable titre est Al-Jāmiʿ li-aḥkām al-Qurʾān (en français : Les jugements généraux du Coran) dont l'auteur est Muhammad al-Ansārī al-Qurtubī (1214-1273), originaire de Cordoue et savant célèbre dans le monde musulman. Cet exégèse est basé sur la jurisprudence malikite et sur la croyance acharite. De nombreuses fatwas sont puisées à partir de cette exégèse.

## Al-Tafsīr al-Kabīr
Il fut écrit par Fakhr al-Dīn al-Rāzī (1150-1209) sous l'intitulé Mafātīḥ al-Ghayb (en français : Clefs pour l'invisible), et est communément désigné par al-Tafsīr al-Kabīr (en français : La Grande exégèse) à cause de sa taille volumineuse et de sa richesse d'enseignements. Ce traité est très orienté[précision nécessaire] vers les questions de jurisprudence selon l'école Acharite.

## Tafsīr Ibn Kathīr
- Ibn Kathīr (1301-1373), Tafsīr al-Qurʾān al-ʿAẓīm (en). Le commentaire du Coran de Ibn Kathīr est le plus étudié dans le monde musulman.

## Tafsīr al-Bayḍāwī
- Al-Bayḍāwī (?-1286), Anwār al-Tanzīl wa Asrār al-Taʾwīl (en) (en français : Lumières de la déduction et les arcanes de l'interprétation).

## Tafsīr al-Jalālayn
Il fut écrit par Jalāl al-Dīn al-Suyūṭī (1445-1505) et par son professeur, Jalāl al-Dīn al-Maḥalī (ar) (1389-1460), d'où son nom d'al-Jalālayn, signifiant « Les deux Jalāl». Al-Maḥalī fit le commentaire de la première sourate, ainsi que celles allant de 19e (comprise) jusqu'à la 114e. Quant à al-Suyūṭī, il termina le travail que ne put finir son professeur à la suite de son décès, et fit donc l'exégèse des sourates allant de la 2e à la 18e comprises. Il est un des tafāsīr (pluriel de tafsīr) de référence pour les débutants en sciences coraniques du fait de sa concision. Il est en revanche peu utilisé par ceux qui cherchent à approfondir leurs connaissances dans le domaine.

## Tafsīr al-Zamakhsharī(en)
Le tafsīr d'al-Zamakhsharī, intitulé Al-Kashshāf ʿan ḥaqāʾiq al-tanzīl wa ʿuyūn al-aqāwīl fī wujūh al-taʾwīl (littéralement « Le Dévoileur des réalités de la Révélation et des sources des dires dans les aspects de l’interprétation »), couramment appelé Al-Kashshāf, est l'un des livres de jurisprudence et d'exégèse les plus proches du texte coranique. Philologue et grammairien, Al Zamakhsharī (1074-1143) est aussi mutazilite. Dans Al-Kashshāf, al-Zamakhsharī s'intéresse également aux aspects linguistiques et lexicographiques de l'exégèse. Pour cela, son ouvrage est une source d'informations importante sur la langue arabe.

## Tafsīr al-Zawāwī(ar)
Tafsīr al-Zawāwī, ou Tafsīr Sīdī Būsḥāqī, est un traité d'exégèse classique du texte coranique rédigé par le théologien malikite Sīdī Būsḥāqī al-Zawāwī (1396-1453).